# جوجی (خواننده)
جورج کوسونوکی میلر (به انگلیسی George Kusunoki Miller، به ژاپنی ジョージ・楠木・ミラー، متولد ۱۸ سپتامبر ۱۹۹۲) که به‌طور حرفه ای با نام جوجی شناخته می‌شود و قبلاً با نام‌های فیلتی فرانک و پینک گای شناخته می‌شد، خواننده، رپر، کمدین و یوتوبر سابق ژاپنی است. موسیقی میلر به عنوان ترکیبی بین آر اَند بی، لو-فای، و تریپ هاپ توصیف شده‌است
میلر کار یوتیوب خود را در سال ۲۰۱۱ اندکی پس از مهاجرت به ایالات متحده آغاز کرد و به خاطر به تصویر کشیدن شخصیت‌های آدبال در کانال‌های طنز TVFilthyFrank, TooDamnFilthy و DizastaMusic به رسمیت شناخته شد. کانال‌هایی که هیپ هاپ کمدی، سوگ‌ها، چالش‌های افراطی و اجراهای یوکللی و رقص را در بر می‌گرفت. به خاطر طنز شوک و شوخ‌طبعی بودن پرکار شان مورد توجه قرار می‌گیرد. ویدئوهای میلر به محبوب کردن هارلم شیک کمک کرد که به موفقیت تجاری آهنگ بائر به همین نام کمک کرد که منجر به تولید میم‌ها و همکاری با یوتیوبرها شد به عنوان پینک گای، میلر دو آلبوم استودیویی کمدی و یک آلبوم چندآهنگه بین سال‌های ۲۰۱۴ تا ۲۰۱۷ منتشر کرد.
در اواخر سال ۲۰۱۷، میلر به عنوان یوتوبر بازنشسته شد تا حرفه موسیقی را با نام جوجی دنبال را کند. اولین آلبوم او با نام «تصنیف ۱» (به انگلیسی: Ballads 1) در سال ۲۰۱۸ منتشر شد و تک آهنگ «رقص آهسته در تاریکی» (به انگلیسی: Slow Dancing in the dark) را دربر گرفت. دومین آلبوم او «شهد» (به انگلیسی: Nectar) شامل تک آهنگ‌های Sanctuary و run بود. او در سال ۲۰۲۲ در لیست ۱۰۰ تک آهنگ برتر بیلبورد «نگاه لحظه ای به ما» (به انگلیسی: Glimpse of Us) را منتشر کرد که بالاترین آهنگ نمودار او بود.

## اوایل زندگی
جورج کوسونوکی میلر در اوساکا، ژاپن به دنیا آمد. پدرش استرالیایی و مادرش ژاپنی است. او در آکادمی کانادا که یک مدرسه بین‌المللی در کوبه ژاپن بود شرکت کرد و در سال ۲۰۱۲ در آنجا فارغ‌التحصیل شد. در سن ۱۸ سالگی ژاپن را ترک کرد و به آمریکا سفر کرد.

## اثرشناسی

### آلبوم‌های استودیویی
- تصنیف ۱، (به انگلیسی: Ballads 1)، ۲۰۱۸
- شهد (به انگلیسی: Nectar) ،۲۰۲۰

تحت نام Pink Guy
- «مرد صورتی»، (به انگلیسی: Pink Guy)، ۲۰۱۴
- «فصل صورتی»، (به انگلیسی: Pink Season)،۲۰۱۷